# الله پیش از اسلام
الله پیش از اسلام به‌خوبی شناخته شده و ورای خدای یهودیان و مسیحیان، و به عنوان یک خدای بدوی و ساده مورد استفاده بود به‌طوری‌که او یکی از خدایان مکه بود. الله احتمالاً خدای برتر و مسلماً خدای آفریدگار بود. واژهٔ الله را تشکیل شده از دو بخش ال (الف و لام تعریف) + اله (خدا یا معبود) می‌دانند. پیشوند «ال» نشانگر آن است که الله برای مکیان شناخته شده‌بود.در میان مسیحیان و یکتاپرستان واژه الله برای اشاره به خدا به‌کار می‌رفت.

## ریشه‌شناسی واژه الله
واژهٔ الله را تشکیل شده از دو بخش ال (الف و لام تعریف) + اله (خدا یا معبود) می‌دانند. خویشاوندهای کلمه الّله در بین زبان‌های سامی دیگر مانند عبری و آرامی موجود است. برخی فرهنگ‌ها، کلمه‌های معادل آرامی الّله در زبان آرامی کتب مقدس را אֱלָהָא Ĕlāhā و فرم سریانی آن را ܐܰܠܳܗܳܐ ˀAlâhâ یا Ālōho دانسته‌اند. به‌هم چسباندن ال و اله در تشکیل الّله (خدا، فرم مذکر) مشابه به‌هم چسباندن ال و الهه در تشکیل «اللات» (خدا، فرم مؤنث) است.
اله (اِلاه) -در جمع آلِها- خدا، الهه در شعر پیشا اسلامی به عنوان نامی الهی غیر وابسته به شخصیتی خاص پدیدار شده است، اگرچه این عنوان-به همراه ال تعریف-، برای مسیحیان (تا آنجا که انتساب اشعار به آن‌ها معتبر باشد) و یکتاپرستان، الاله (الاِلاه) به ظاهر معنای خدای واحد را می‌داده است؛ برای دیگر شاعران تنها معنای کسی که عبادت می‌شود را می‌داده است، آنچنان که الالاه نشان می‌دهد: «خدایی که پیشتر نام برده شده است.» (به صورت الاحد) یا «خدایی که شاعر بدان می‌اندیشد»، و این صورت از استفاده تاکنون نیز برجای است (عبدالله)؛ ولی فارغ از این موارد به نظر می‌رسد که اله تنها در دورهٔ اسلامی برای نشان‌دادن خدایی ویژه به کار رفته‌باشد. استفادهٔ متناوب از الاِله سبب‌شد تا این واژه به صورت الله درآید و به صورت گسترده در شعر عرب پیش از اسلام مورد استفاده قرار گیرد (این نام نمی‌تواند در هر موردی جانشین دیگری شده‌باشد)، سپس تبدیل به یک اسم خاص شده است (اسم علم). ولی در حالی که این نام به صورت الاله در قرآن یافت نمی‌شود، به نظر می‌آید که در چند جا از واژهٔ الله به همان معنای پیشین سود برده شده‌باشد: مثلاً (سورهٔ انعام، آیهٔ ششم) «و هو الله فی السماوات» و اوست که در آسمان‌ها خداست و در سورهٔ قصص آیهٔ هفتادم: «و هو الله لا اله الا هو» و اوست خدا که معبودی جز او نیست، که در این مورد کنار هم نهادن الله و اله جالب توجه است.
«اله» مسلماً با אֱלָהָא یکی‌است و شکل گسترش‌یافته مؤلفه «اِل/ایل» است که در زبان‌های سامی رایج است. زبان‌شناسان تاریخی عرب به‌طور مفصل در مورد ریشه و معنی کلمات «اله» و «الله» بحث کرده‌اند. مکتب نحوی بصره ارتباط مستقیمی بین اله و الله نمی‌بیند، به دلیل اینکه الله یا آناً ساخته شده (مرتجل) یا «لاه» از ریشه «ل-ی-ه» است که حرف تعریف «ال» به آن چسبیده است. برخی الله را وام‌واژه‌ای عبری یا سریانی دانسته‌اند، ولی اغلب اسم خاص «الله» برگرفته از الإله در نظر گرفته‌اند و سعی کرده‌اند اله را به ریشه‌ای سه‌حرفی (ثلاثی) ربط دهند. حدود ده صورت اشتقاق پیشنهاد شدند از ریشه‌های زیر:
1. «ا-ل-ه»، ستودن و عاشق‌شدن، ولی زمخشری متذکر می‌شود که فعل الهه از اسم الُهه به معنای سرگشته‌شدن، مبهوت‌شدن مشتق شده است، زیرا ذهن از شناخت ذات الله دچار بهت می‌شود (ولهه همان معنا را می‌رساند)؛ الِهه اِلا، چرخیدن به سوی… برای امنیت یا جستجوی صلح یا در اشتیاق (ولهه همان معنا را می‌رساند)
2. «ل-ی-ه»، از آنجا که لَها بلندپایه شدن و پنهان شدن معنا می‌دهد (باور مکتب بصری)
3. «ل-و-ه»، از آنجا که لَها آفریدن معنا می‌دهد.
4. اول و ایل، ریشه‌هایی که بر دیدگاه تقدم و اولویت نظر دارد.
5. ابوالبقاء کفوی در کلیات‌العلوم چنین نظر می‌دهد که واژهٔ الله ازها، اسم جمع و ضمیر سوم شخص و لام ملکی ساخته شده است.

## تاریخچه الله در پیش از اسلام
«الله» در زمان پیش از اسلام به‌خوبی شناخته شده و «ورای خدای یهودیان و مسیحیان، و به عنوان یک خدای بدوی» مورد استفاده بود به‌طوری‌که او یکی از خدایان مکه بود. به‌طور مثال، می‌توان به وجود «الله» در نام عبدالله بن عبدالمطلب (پدر محمد) اشاره کرد. در میان مسیحیان و یکتاپرستان این واژه برای اشاره به خدا به‌کار می‌رفت.
آرتور جفری، استاد دانشگاه کلمبیا می‌نویسد:
نام الله، آنطوری‌که از خود قرآن نیز گویاست، در زمان قبل از اسلام در میان اعراب شناخته شده بود. باری، هم نام «الله» و هم فرم مؤنث آن «اللة» در میان نامهای خدایان درکتیبه‌های شمال عربستان بسیارند.
خوان ادواردو کامپو، استاد دانشگاه کالیفرنیا، سانتا باربارا می‌نویسد:
شواهد تاریخی نشان می‌دهند که الله نام یک خدای بزرگ عربی در میان خدایان دیگر بود؛ مشابه آنچه در بین‌النهرین یافت می‌شد. پرستش او به عنوان خدای یکتا ممکن است قبل از قرن هفتم میلادی آغاز شده‌باشد ولی تنها توسط وحی‌های قرآنی به محمد به عنوان پیامبر اسلام بین ۶۱۰ تا ۶۲۳ بود که یکتاپرستی در میان اعراب بیان واضحی یافت.
گرهارد باورینگ، استاد مطالعات مذهبی و اسلامی در دانشگاه ییل می‌نویسد:
در زمان‌های خیلی قبل از محمد اعراب قبل از اسلام و به‌ویژه اهالی مکه خدایی بزرگ به نام «الله» را پرستش می‌کردند و او را به‌هنگام پریشانی می‌خواندند.
هربرت مولر استاد دانشگاه کرنل می‌نویسد:
الله (ال-اله) قدمتی کهن دارد - ایرانیان هزار سال قبل از محمد از نام او به عنوان یکی از متعدد خدایان متعال باستانی نام برده‌اند.
آلفرد گیوم می‌نویسد:
کهنترین نام خدا در جهان سامیان مرکّب از دو حرف اِ و ل بود که در میان بابلیان ایل و در میان عبریان اسرائیل اِل تلفظ می‌گشت. ارتباط این نام (که در میان آشوریان و بابلیان بمعنای ایزد بود) با «اله» یا همان «الله» اعراب به روشنی مشخص نیست. برخی آن را مرتبط با ایلاه، لقب خدای ماه، دانسته‌اند، اما روشن کردن این موضوع را باید برعهدهٔ باستانشناسان گذاشت. آنچه که مشخص است این است که در کتیبه‌های مردم نبطی، «الله» به معنای خدا بود.

### نظریه مورخان عرب
به گفته مورخان عرب، قبل از آنکه عمرو بن لُحَیّ الخزاعی ظهور کند، عرب عدنانی و قحطانی همه تابع دین ابراهیم (حنیف) بوده و دین خود را از اسماعیل گرفته‌بودند. عمرو یکی از اشراف و سادات عرب بود و اعمال و گفتار او در میان عرب همچون شریعت بود. او از شامات بتی به نام هبل را به مکه آورد، در کعبه گذاشت و مردم را دعوت به پرستش آن کرد. برخی معتقدند او پنج بت را که از زمان نوح در جده مدفون بود را از خاک بیرون کشید و در میان مردم عرضه کرد و پایه‌گذار شرک و بت‌پرستی در شبه‌جزیره عربستان شد.

### نظریه الله به عنوان خدای ماه
نظریه الله به عنوان خدای ماه ادعایی است که توسط برخی مسیحیان انجیلی مطرح‌شده، مبنی بر اینکه نام اسلامی برای خدا، الله، از نام خدای ماه مشرکان عرب نشات گرفته است. نتیجه‌گیری این نظریه این است که الله خدایی متفاوت از خدای یهودیان و مسیحیان است و مسلمانان خدای دروغینی را می‌پرستند. این ادعا بیشتر به رابرت موری، متکلم مسیحی، نسبت داده می‌شود که کتابش با نام «خدای ماه الله در باستان‌شناسی خاورمیانه» بیشترین ارجاعات را در مورد این موضوع و میم دارد. همچنین این نظریه در کارتون‌های «جک چیک» تبلیغ شده است. گفته شده است که استفاده از تقویم قمری و تصاویر ماه در نشان‌های اسلامی نتیجه این منشأ برای الله است. در سال ۲۰۰۹ جورج استارت، یک مردم‌شناس، نوشت: «یک سرشماری جدید برای شورای روابط اسلامی-آمریکایی نشان داد که حدود ۱۰٪ از آمریکایی‌ها براین باورند که مسلمانان پگان‌هایی هستند که خدای ماه را می‌پرستند، عقیده‌ای که به شدت توسط برخی فعالان مسیحی تبلیغ می‌شود.»
این ادعا بی‌ربط به اعتقاد مسلمانان و مسیحیان خوانده شده است و برخی آن را توهین‌آمیز خوانده‌اند. استدلال شده که الله به سادگی معادل عربی «خدا» در زبانی عربی است که در اصل از کلمات عبری «ال» و «الوهیم» مشتق شده که در سفر پیدایش تورات به کار رفته‌اند. برطبق گفته لوری پیک، «الله» به‌سادگی کلمه‌ای عربی به معنی خدا است. در حقیقت، مردم عرب‌زبان، مسیحی، یهودی یا مسلمان معمولاً از «الله» برای توصیف خدا استفاده می‌کنند، همانگونه که آلمانی‌ها از «Gott» و فرانسوی‌ها از «Dieu". در حالی که بقیه ایزدان هم با صفت «اله» خوانده می‌شدند، در عبری هم وضعیت دقیقاً به همین‌گونه است. در ده فرمان کلمه «الوهیم» برای اشاره به بقیه خدایان استفاده شده است (شما هیچ خدای دیگری به جز من نخواهید داشت) همانگونه که برای اشاره به خدای خالق نیز استفاده شده است.

## رابطه الله با دیگر ایزدان مکه
بت هبل مهم‌ترین بت مکه بود و در میان عموم مردم، چنان بر سایر ایزدان مکه سایه افکنده‌بود که گمان می‌رود دلبستگی مردم به این بت مانعی بر سر راه پذیرش الله بود.
منات و عزی دختران لات محسوب می‌شدند و به عنوان شفیعانی برای نزدیکی به هبل پرستش می‌شدند. این سه‌بت به شکل سنتی «بنات الا» نامیده می‌شدند؛ هرچند بنات الا در اصل احتمالاً معنی‌ای جز «موجودات آسمانی» نمی‌دهد.